# Ryboza
Ryboza – organiczny związek chemiczny, pięciowęglowy cukier prosty (pentoza) należący do aldoz (aldopentoza). Wykazuje czynność optyczną (lewoskrętna forma o konfiguracji D i prawoskrętna forma L).
Stanowi element strukturalny rybonukleozydów, rybonukleotydów (np. AMP, ADP, ATP, GTP, CTP, UTP), dinukleotydów (np. NAD, NADP, FAD), kwasu rybonukleinowego (RNA), niektórych koenzymów (koenzym A) i witamin (witamina B2 i B12). Powstaje w szlaku pentozofosforanowym. Tworzy białe kryształy; jest rozpuszczalna w wodzie i etanolu. W organizmach żywych występuje zazwyczaj prawie wyłącznie w formie D.